# Liste der Kulturdenkmäler in Dreifelden
In der Liste der Kulturdenkmäler in Dreifelden sind alle Kulturdenkmäler der rheinland-pfälzischen Ortsgemeinde Dreifelden aufgeführt. Grundlage ist die Denkmalliste des Landes Rheinland-Pfalz (Stand: 21. Dezember 2021).

## Einzeldenkmäler
| Bezeichnung              | Lage             | Baujahr         | Beschreibung | Bild                           |
| ------------------------ | ---------------- | --------------- | --- | ------------------------------ |
| Evangelische Pfarrkirche | Kirchstraße Lage | 11. Jahrhundert | romanischer Saalbau, 11. Jahrhundert (?), um 1200 basilikal erweitert und erhöht, spätromanischer, gotisch überformter Chorturm, nach Umbauten 1699 und 1808/09 barock geprägter Saalbau mit Mansarddach; heutiges Erscheinungsbild von 1955–60, quergelagerter Emporenbau | weitere Bilder Fotos hochladen |